# Yves Herbet
Yves Herbet (Villers-Cotterêts, Francia; 17 de agosto de 1945 – 28 de junio de 2024) fue un futbolista y entrenador de fútbol francés que jugó en la posición de centrocampista.  Participó con Francia en la Copa del Mundo de 1966 realizada en Inglaterra.

## Inicios
Centrocampista del CS Sedan-Ardennes, se le consideró una gran esperanza del fútbol francés a mediados de los años 1960s.
Hace honor a su primera selección con la selección francesa el 3 de junio de 1965, contra Argentina (0-0), ni siquiera tiene 19 años y 10 meses.
Seleccionado con la selección francesa para disputar el Mundial de 1966, se distinguió por obtener un penalti, convertido por Héctor de Bourgoing, que permitió a los azules abrir el marcador contra Uruguay. Francia acabó perdiendo por 2 goles a 1, preludio de una vergonzosa eliminación en primera ronda.
Yves Herbet tiene 16 partidos internacionales con la selección de Francia A y 1 gol marcado contra Luxemburgo (26 de noviembre de 1966, victoria de la selección francesa por 0-3) en un partido de clasificación para el Campeonato de Europa de Naciones.

## Carrera

### Club
| Periodo   | Club                | Apariciones | Goles |
| --------- | ------------------- | ----------- | ----- |
| 1963-1968 | RC Paris-Sedan      | 159         | 27    |
| 1968-1969 | RSC Anderlecht      | 26          | 1     |
| 1969-1970 | Red Star FC         | 36          | 4     |
| 1970-1971 | Stade de Reims      | 48          | 5     |
| 1971-1974 | AS Nancy            | 110         | 26    |
| 1974-1978 | Avignon Football 84 | 134         | 29    |
| 1978-1980 | FC Martigues        | 65          | 4     |

### Selección nacional
Jugó para Francia en 16 ocasiones de 1965 a 1971 y anotó un gol en la victoria por 3-0 ante Luxemburgo el 26 de noviembre de 1966 por la clasificación para la Eurocopa 1968. Participó en la Copa Mundial de Fútbol de 1966.

### Entrenador
| Periodo   | Club                    |
| --------- | ----------------------- |
| 1980-1982 | FC Martigues            |
| 1982-1983 | Le Havre AC             |
| 1983-1985 | FC Sète                 |
| 1985-1987 | FC Martigues            |
| 1988-1990 | Cercle Dijon            |
| 1995-1996 | SO Châtellerault        |
| 1998-1999 | FC Martigues            |
| 1999-2003 | FUS Rabat               |
| 2003      | Baréin                  |
| 2003-2004 | Stade Beaucairois       |
| 2004-2007 | Olympique de Barbentane |
| 2008-2009 | ES Apt                  |
| 2009-2011 | FC Tarascon             |